# Virginio Vespignani
Conte Virginio Vespignani (Roma, 12 febbraio 1808 – Roma, 4 dicembre 1882) è stato un architetto italiano.

## Biografia

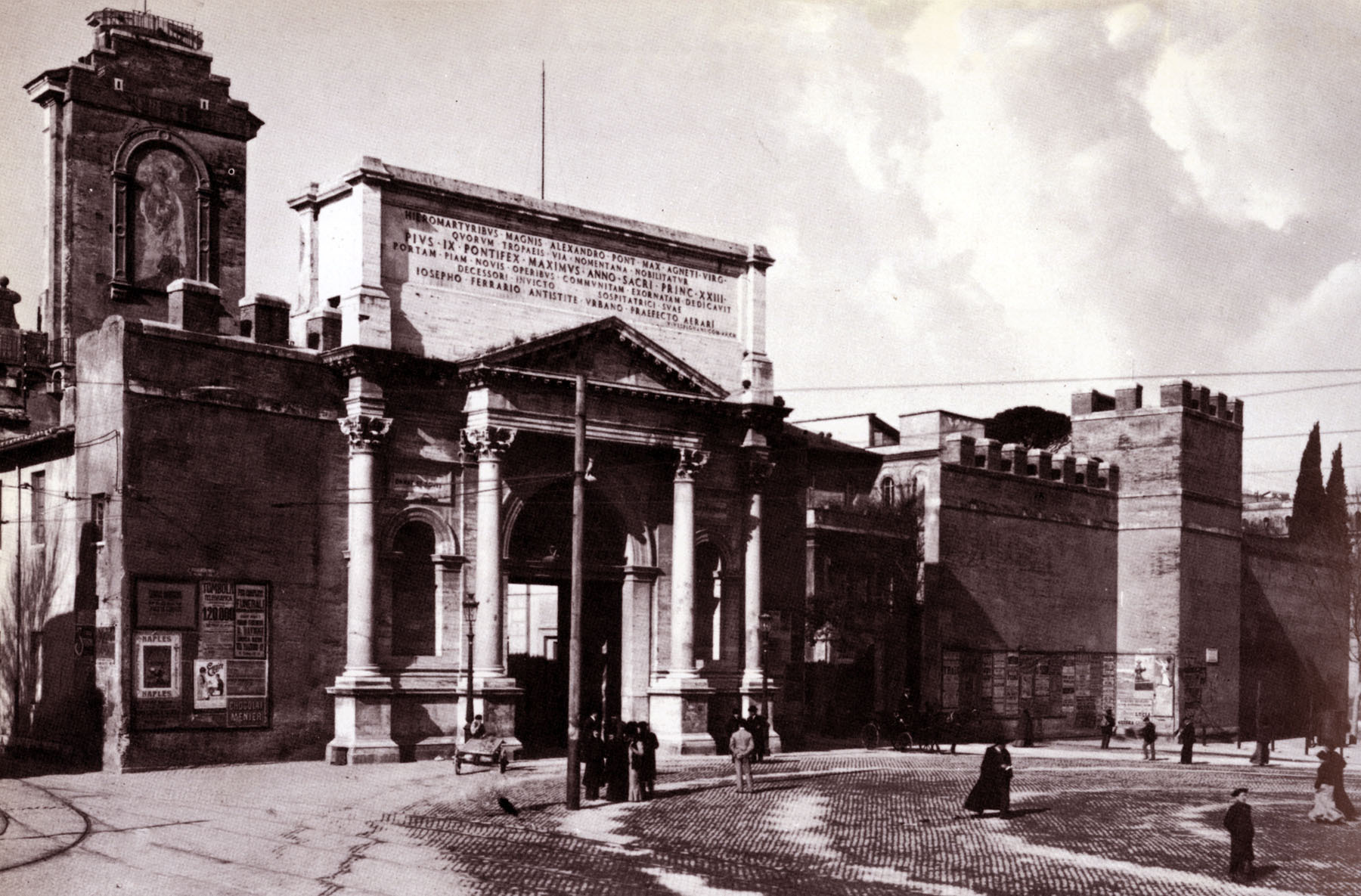
Porta Pia in una foto del 1900 ca

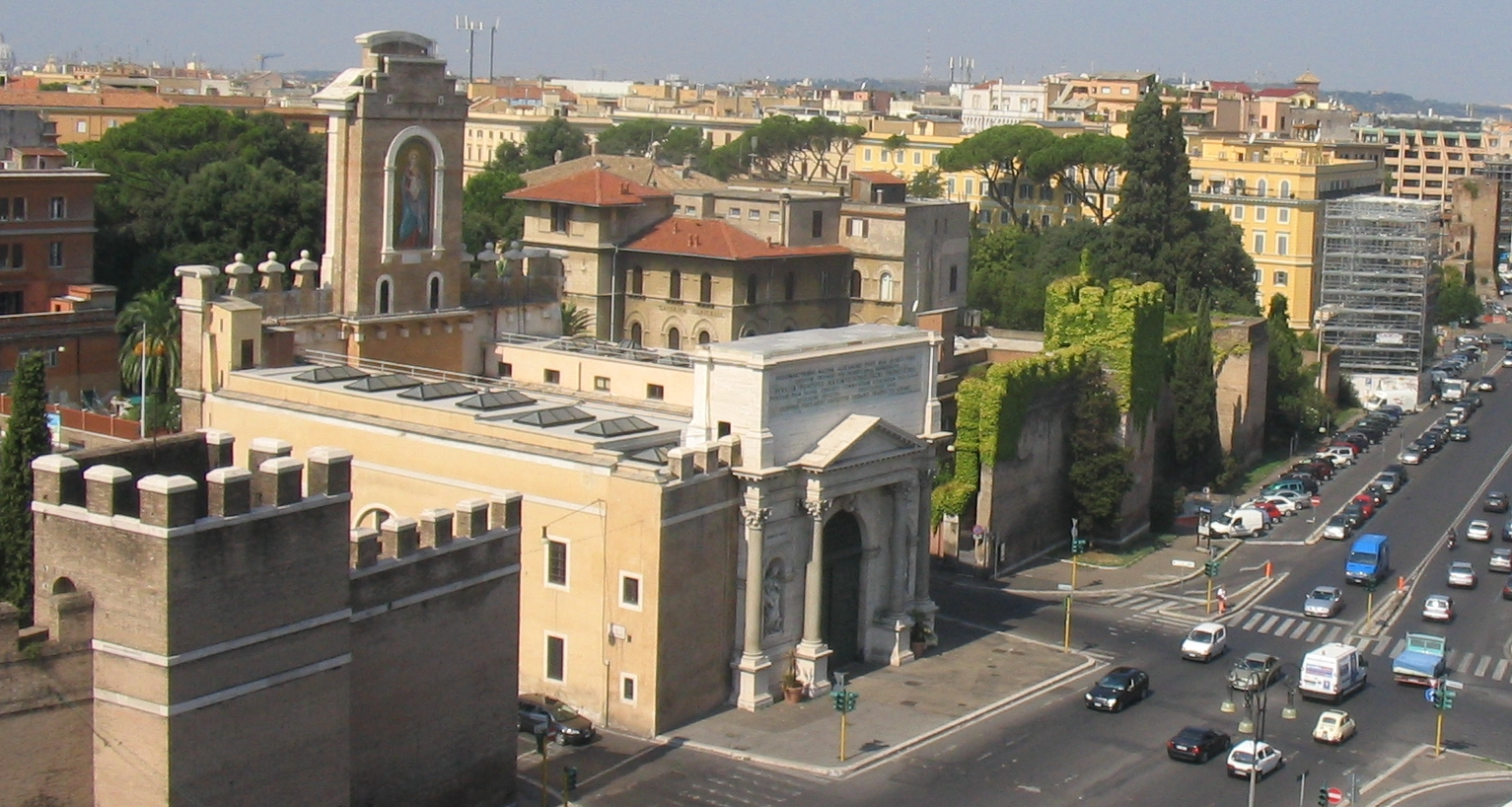
Porta Pia: la facciata esterna vista dall'alto

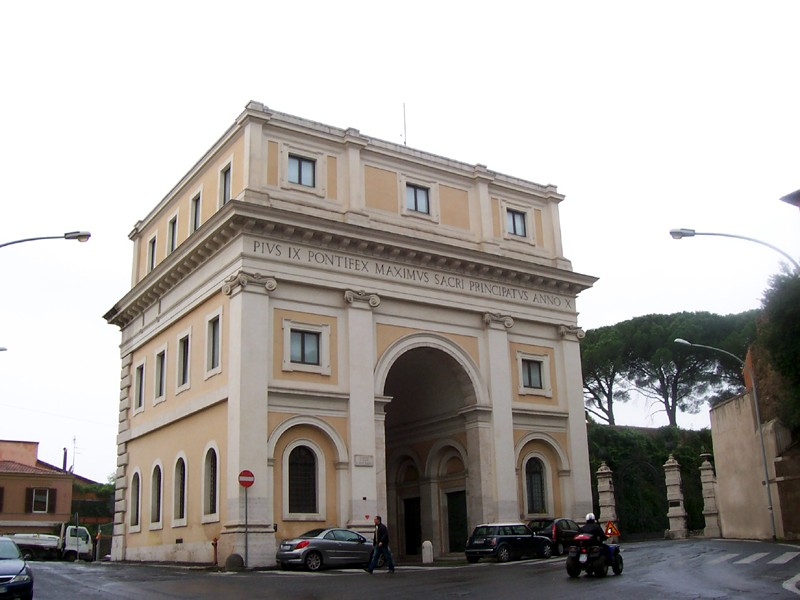
Porta San Pancrazio

Virginio nacque a Roma nel 1808 da famiglia nobile. Di formazione accademica, allievo e collaboratore di Luigi Poletti, seguì il maestro nell'ispirazione verso le forme del neoclassicismo per poi volgersi a modelli rinascimentali e romantici.
Fu particolarmente attivo durante il pontificato di Pio IX. Tra le sue opere più significative si possono ricordare: la cappella della Madonna dell'Archetto (1851),
piccola cappella nel rione Trevi, ben proporzionata e di gusto cinquecentesco, 
la ricostruzione, nell'aspetto attuale, di Porta San Pancrazio nelle Mura Aureliane (1857), la facciata rivolta verso l'esterno di Porta Pia (1868); restauro di Palazzo Bruschi-Falgari, oggi Biblioteca Vincenzo Cardarelli (a Tarquinia), con realizzazione ex novo della Sala Grande e della Galleria. Per il cimitero del Verano, proseguì il progetto iniziale di Giuseppe Valadier del 1807-1812, realizzando la chiesa, la prima parte del "Pincetto" e il quadriportico d'ingresso (1880). Morì nella città natale, a settantaquattro anni, nel 1882. Il suo monumento sepolcrale, eretto dal figlio Francesco, che seguì la stessa professione paterna, si trova nel portico dell'ingresso monumentale del Verano, a ricordare il ruolo avuto dall'artista nella creazione dello storico cimitero romano.